# St. Willibrord (Pelm)

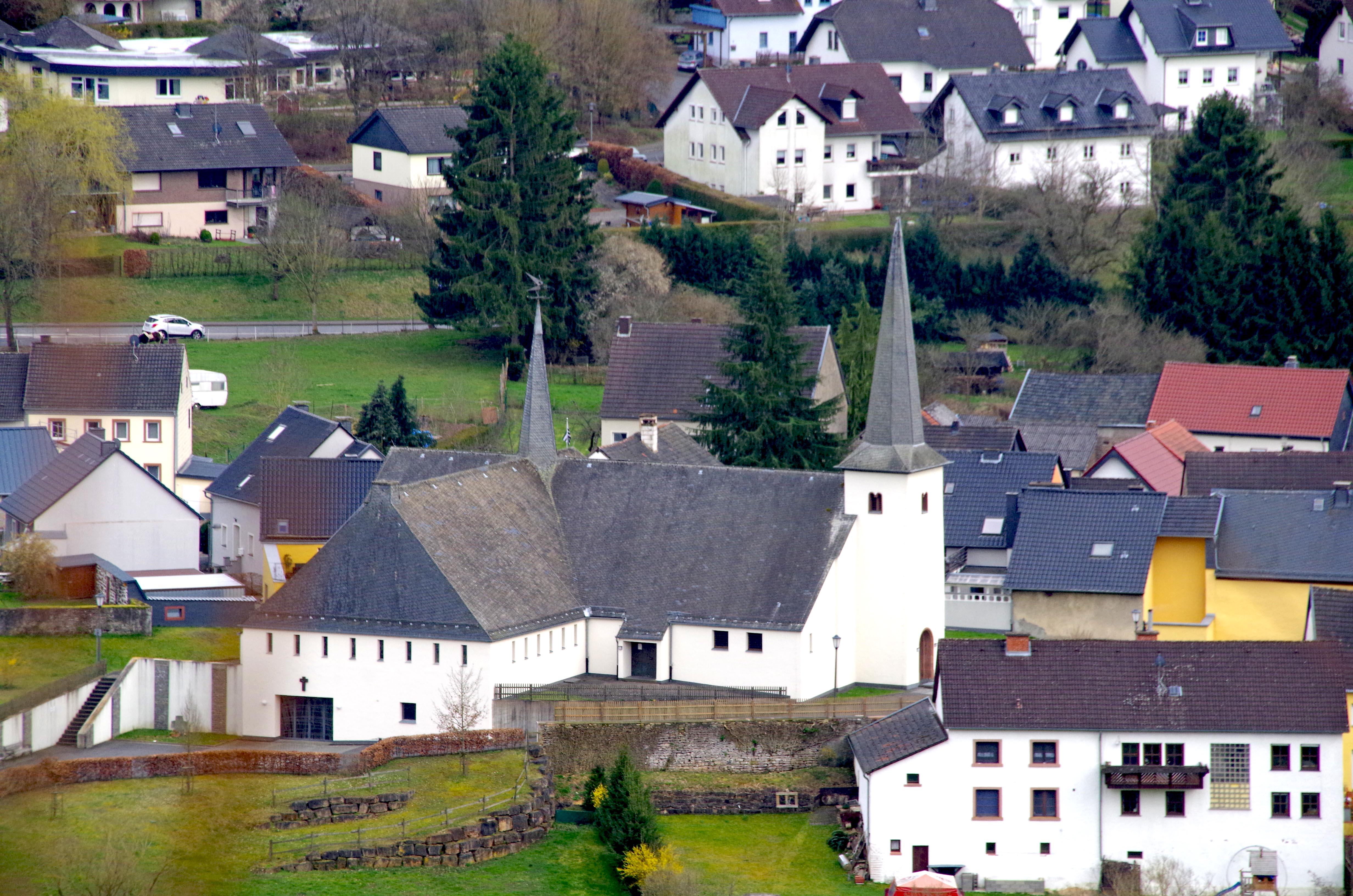
St. Willibrord (Pelm)

Die Kirche St. Willibrord ist eine römisch-katholische Kirche in Pelm im Landkreis Vulkaneifel in Rheinland-Pfalz. Sie ist Filialkirche der Pfarrei Rockeskyll in der Pfarreiengemeinschaft Gerolsteiner Land im Bistum Trier.

## Geschichte

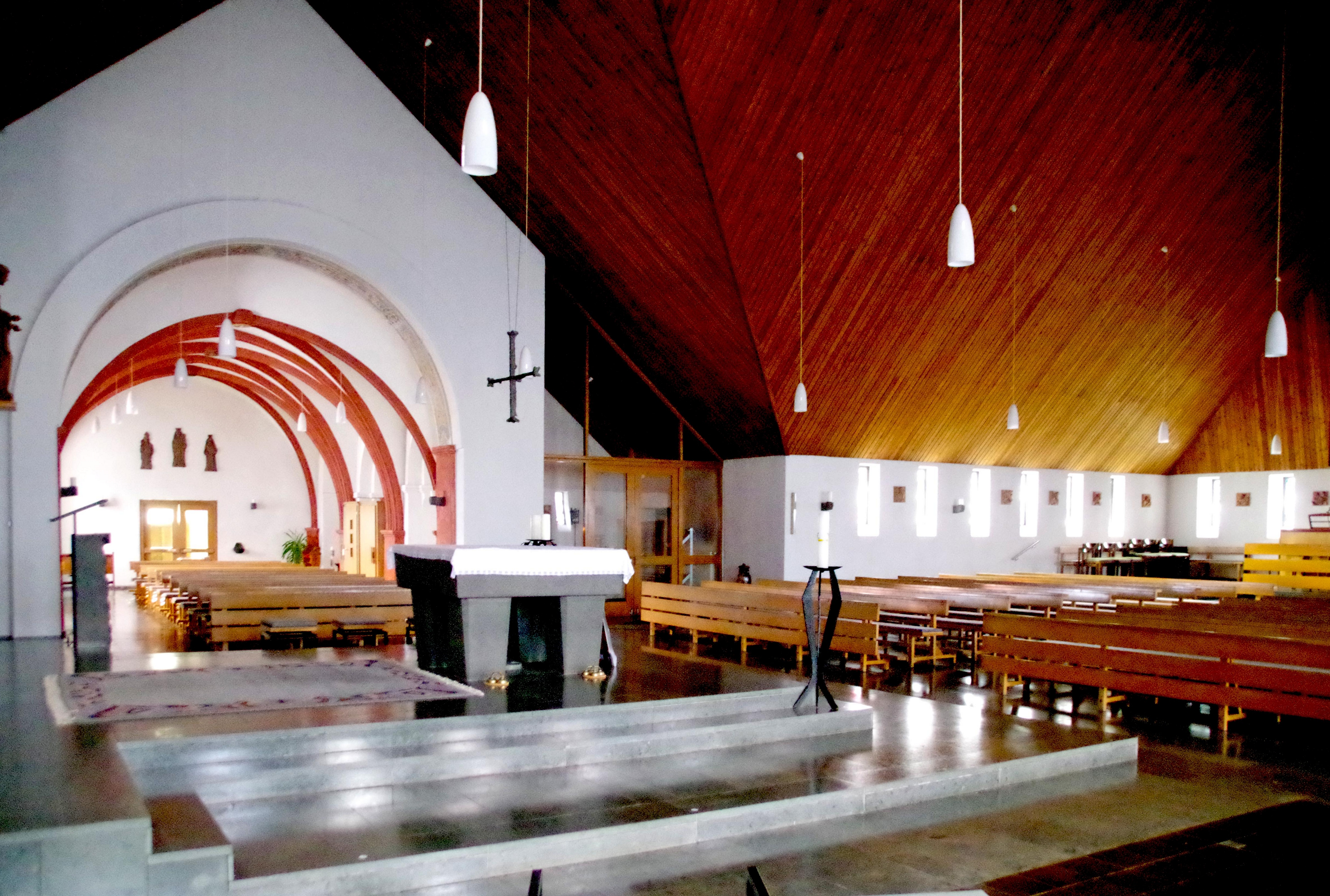
St. Willibrord (Pelm)

Der älteste Teil der Kirche ist der romanische Westturm aus dem 11. oder 12. Jahrhundert. 1746 wurde das Langhaus neu errichtet und von 1887 bis 1888 nach Osten erweitert. Im rechten Winkel dazu wurde von 1962 bis 1965 ein geräumiger Saalbau angeschlossen, dessen Holzdecke zeltähnlich aussieht. Charakteristisch für den Bau ist die Verwinkelung und ein zusätzlicher Dachreiter. Der Kirchenpatron ist der heilige Willibrord.

## Ausstattung
Die Kirche ist mit einer Orgel ausgestattet.